# Mario Kunasek
Mario Kunasek (ur. 29 czerwca 1976 w Grazu) – austriacki polityk, wojskowy i samorządowiec, działacz Wolnościowej Partii Austrii (FPÖ), poseł do Rady Narodowej, w latach 2017–2019 minister obrony, od 2024 starosta krajowy Styrii.

## Życiorys
Z wykształcenia technik samochodowy, szkołę branżową ukończył w Grazu. Odbył służbę wojskową, po której został zawodowym żołnierzem, dochodząc w 2005 do wyższego stopnia podoficerskiego. Zaangażował się również w działalność polityczną w ramach Wolnościowej Partii Austrii. W latach 2004–2006 był przewodniczącym powiatowych struktur jej młodzieżówki RFJ, a w 2007 został sekretarzem krajowym partii w Styrii.
W wyborach w 2008 po raz pierwszy uzyskał mandat posła do Rady Narodowej, z powodzeniem ubiegał się o reelekcję w wyborach w 2013. Zrezygnował z zasiadania w niższej izbie parlamentu w 2015 w związku z wyborem do landtagu Styrii, w którym powierzono mu funkcję przewodniczącego klubu poselskiego FPÖ.
18 grudnia 2017 objął stanowisko ministra obrony w rządzie Sebastiana Kurza. Zakończył urzędowanie 22 maja 2019, odwołano go w związku z rozpadem koalicji rządzącej. Powrócił następnie do wykonywania mandatu w landtagu. Jego ugrupowanie zwyciężyło w wyborach krajowych w 2024, po czym zawarło koalicję z Austriacką Partią Ludową. W grudniu tego samego roku Mario Kunasek został wybrany na nowego starostę krajowego Styrii.